# إد ترافيس
إد ترافيس (بالإنجليزية: Ed Travis)‏ هو لاعب كرة قدم أمريكية أمريكي، ولد في 6 فبراير 1911 في تاركيو في الولايات المتحدة، وتوفي في 18 سبتمبر 1982.

## وصلات خارجية
- إد ترافيس على موقع مرجع كرة القدم المحترفة.كوم (الإنجليزية)